# Metaxytherium
Metaxytherium is een geslacht van uitgestorven doejongachtigen.
Metaxytherium was in het Vroeg-Mioceen wijdverspreid over de westelijke Atlantische Oceaan, de Caraïbische Zee en de oostelijke Grote Oceaan. De soort M. medium is bekend uit Nederland. Metaxytherium had een grootte van 2.5 meter. De staart van deze doejongachtige leek meer op die van walvisachtigen dan op die van hedendaagse zeekoeien. Metaxytherium had stevige ribben om zo onder water te blijven, waar het zich voedde met waterplanten. Enkele gevonden ribben van Metaxytherium tonen tandafdrukken van de grote haai Carcharocles megalodon, die zich met zeezoogdieren voedde.